# Linanthus watsonii
Linanthus watsonii är en blågullsväxtart som först beskrevs av A. Gray, sine ref., och fick sitt nu gällande namn av Edgar Theodore Wherry. Linanthus watsonii ingår i släktet Linanthus och familjen blågullsväxter. Inga underarter finns listade i Catalogue of Life.